# 潘冬冬
潘冬冬（1985年10月26日—），中國男子跆拳道運動員，河南開封出生。

## 生涯
潘冬冬在2000年於河南焦作少年體育學校練習跆拳道，教練段勇。1年後，他成為河南隊一員，崔沈義是他的教練。翌年年尾，他入選國家隊，教練陳立人。
2004年，18歲的潘冬冬於4月在海南舉行的全國錦標賽的男子84公斤級小項擊敗對手，奪得冠軍。6個月後的全國冠軍賽中，他不敵山東對手，取得男子84公斤級小項的亞軍。次年，他衛冕全國錦標賽冠軍，並取得十運會跆拳道項目中取得一面銀牌。另外，他曾摘下東亞運動會和世界大學生運動會的銀牌。
2006年，潘冬冬在武漢舉行的全國冠軍賽中，他與左毅和張冬雪等人贏得該賽事中首次增設的團體小項錦標。12月的多哈亞運，他在男子78公斤小項中的初賽被巴林對手以1:2淘汰出局。隨後一年，他在決賽中以5分差距戰勝山西對手，第三隻掄下全國錦標賽的冠軍。